# William Munday
William Munday [Mundy, Mondy, Monday, Moondaye, Mundies] est un compositeur anglais, né vers 1529 et décédé (probablement à Londres) avant le 12 octobre 1591.

## Biographie
Fils de Thomas Munday et père de John Munday, William fut choriste à l’abbaye de Westminster à partir de 1543, et Gentleman of the Chapel Royal de 1564 à 1591.
Il composa une quarantaine d’œuvres vocales ; en outre, une petite vingtaine de pièces (toutes vocales sauf une),  simplement signées « Munday » sont à attribuer soit à William Munday, soit à son fils John Munday.